# Куиглис-Пойнт

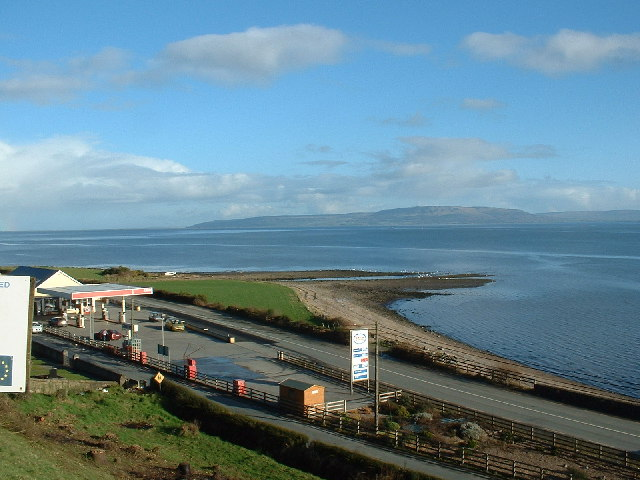

Куиглис-Пойнт (англ. Quigley's Point; ирл. Rinn Uí Choigligh) — деревня в Ирландии, находится в графстве Донегол (провинция Ольстер). Находится на побережье залива Лох-Фойл. В поселении есть 2 паба.
Реку Кэбри, протекающую через этот район, в Куигли-Пойнт пересекает мост конца XVIII века.
Свидетельством давнего заселения местности является находящийся в округе менгир.
Рядом с деревней находится пресвитерианская церковь. Она была построена в 1862 году во «вдохновлённом готикой стиле», подожжена в 2003 году и далее восстановлена.
Согласно переписи 2016 года в деревне живёт 199 человек, что меньше, чем 227 в 2011 году.